# Рид, Питер
Пи́тер Рид (англ. Peter Reid; род. 20 июня 1956, Хайтон, Мерсисайд) — английский футболист, выступал на позиции опорного полузащитника. После окончания карьеры игрока стал тренером.
Выступая за клуб «Болтон Уондерерс», имел репутацию одного из самых ярких и талантливых полузащитников Англии. В 1982 году Рид подписал контракт с клубом «Эвертон», в составе которого успеха в национальных и международных турнирах. В 1985 году он был признан игроком года по версии футболистов ПФА. Также в 1985 году он впервые был приглашен в сборную Англии, в составе которой принимал участие в матчах Чемпионата Мира 1986 года и Чемпионата Европы 1988 года. В 1989 году Рид перешёл в клуб «Куинз Парк Рейнджерс», но уже через год покинул клуб и ушёл в «Манчестер Сити».
На «Мейн Роуд» Рид провёл три года в качестве играющего тренера. Дважды под его руководством «Манчестер Сити» занимал пятое место в Первом дивизионе Футбольной лиги — в сезонах 1990/91 и 1991/92 (в первом из них «горожанам» удалось выступить в чемпионате лучше своих главных соперников — «Манчестер Юнайтед»). После ухода из «Манчестер Сити» Рид решил возобновить карьеру игрока и выступал за «Саутгемптон», «Ноттс Каунти» и «Бери», но в 1995 году окончательно завершил игровую карьеру и занял пост тренера в «Сандерленде».
Под его руководством «Сандерленд» дважды добивался выхода Премьер-лигу, становясь победителем Первого дивизиона. В 1999 году Рид, работая в клубе, занимал также пост тренера молодёжной сборной Англии. В 2002 году после семи лет работы он покинул «Сандерленд», а в 2003 году возглавил «Лидс Юнайтед», главной задачей которого было сохранение места в Премьер-лиге.
В 2004 году Рид был назначен на пост тренера «Ковентри Сити», но не проработал там даже год. После ухода был экспертом BBC на Чемпионате Мира в 2006 году, работал на Sky Sports и ESPN, пока в 2008 году не занял пост тренера сборной Таиланда, с которой выиграл Кубок Федерации Футбола Вьетнама. В 2009 году Рид стал помощником Тони Пьюлиса в «Сток Сити», а в 2010 возглавил «Плимут Аргайл», но меньше чем через год был уволен. После увольнения из «Плимут Аргайл» Рид тренирует команду «Калькутта Камелианс».

## Игровая карьера
Первый профессиональный контракт Питер Рид подписал с «Болтон Уондерерс» в 1974 году. В 1978 году Питер Рид добился первого успеха с «Болтон Уондерерс» — клуб победил во Втором дивизионе Футбольной лиги и получил право выступать в Первом дивизионе (на тот момент — высший дивизион в английском футболе). Но спустя всего 2 года «Болтон» покинул Первый дивизион, заняв последнее место по итогам сезона.
В 1982 Рид перешёл в «Эвертон», трансферная плата за этот переход составила всего £60,000, поскольку была серьёзно снижена из-за череды травм, преследовавшей Рида перед переходом. В составе «Эвертона» он добился самых больших достижений за свою клубную карьеру. С 1982 по 1989 год (именно столько времени Питер провёл в клубе) «Эвертон» выиграл Кубок Англии (1984), Чемпионат футбольной лиги (1985, 1987) и Кубок обладателей кубков УЕФА (1985). В 1985 году «Эвертон» играл в финале Кубка Англии с «Манчестер Юнайтед», ну уступил 0:1. Также в 1985 году Рид был выбран игроком года по версии футболистов ПФА. За «Эвертон» Рид провёл 159 матчей (ещё 8 раз выходил на замену) и забил 8 мячей. За сборную Англии Питер Рид провёл 13 матчей. На Чемпионате Мира 1986 года он был одним из основных игроков сборной.
В 1989 году на правах свободного агента Рид подписал контракт с «Куинз Парк Рейнджерс», но провёл там только один сезон, подписав после его завершения контракт с «Манчестер Сити», возглавлял который бывший тренер «Эвертона» Ховард Кендалл.

## Тренерская карьера

### Манчестер Сити
Тренерская карьера Питера Рида началась 7 ноября 1990 года в «Манчестер Сити», когда он был назначен исполняющим обязанности главного тренера после ухода Ховарда Кендалла обратно в «Эвертон». Постоянный контракт с ним (в качестве играющего тренера) был заключен 15 ноября.
Сезон 1990/91 в Первом дивизионе «Манчестер Сити» завершил на 5-м месте (на 1 позицию выше своих главных соперников «Манчестер Юнайтед») и повторил этот результат на следующий год. По итогам первого сезона Премьер-Лиги (1992/93) «Сити» занял 9-е место, а после провального начала следующего сезона Рид был уволен.

### Саутгемптон
В октябре 1993 года Иан Бренфут убедил Рида возобнить карьеру игрока в «Саутгемптоне», в котором в то время был кризис: болельщики «святых» требовали отставки Бренфута с поста главного тренера после того, как клуб проиграл в 8 из 9 матчей сезона. Несмотря на небольшое количество игр за «Саутгемптон» Рид привнёс свой вклад в очень важные для клуба победы, особенно в игре против «Ньюкасл Юнайтед» 24 октября 1994 года, в которой Мэттью Ле Тиссье забил два гола. Последнюю игру Питера Рида за «Саутгемптон» (матч против «Челси» 28 декабря 1993 года) «святые» выиграли 3:1. После увольнения Бренфута место главного тренера «Саутгемптона» прочили Риду, но он заявил, что поскольку Бренфут привёл его в клуб, то лучше ему тоже уйти.
После ухода из «Саутгемптона» Питер Рид выступал за «Ноттс Каунти» и «Бери», после чего в 1995 году завершил карьеру игроку.

### Сандерленд
Рид вернулся к тренерской работе в марте 1995 года, заняв пост главного тренера в клубе «Сандерленд», который боролся за право остаться в Первом дивизионе. В следующем сезоне под руководством Рида «Сандерленд» занял первое место Первом дивизионе и получил право выступать в Премьер-лиге. В 1996 году группа болельщиков «Сандерленда», назвавшаяся «Simply Red and White», записала песню «Поддержим Питера Рида» (англ. «Cheer Up Peter Reid»), попавшую в итоге в топ-50 хитов Англии. Основой для творчества фанатов послужила песня «Daydream Believer» группы The Monkees.
В сезоне 1996/97 «Сандерленд» снова вылетел в Первый дивизион, проиграв в последнем матче сезона «Уимблдону». В сезоне 1997/98 «Сандерленд» не смог завоевать повышение в классе, уступив Чарльтон Атлетик в плей-офф. В одной из самых драматичных игр, которые когда-либо видел «Уэмбли», «Сандерленд» уступил 6:7 в серии послематчевых пенальти. После обидного поражения «Сандерленд» всё же завоевал путёвку в Премьер-лигу, завершив сезон с рекордными для Первого дивизиона 105 очками.
В сезоне 1999/2000 «Сандерленд» боролся за места, позволяющие квалифицироваться в еврокубки, но в итоге занял 7-е место, что было самым высоким результатом для команды Премьер-лиги в первом сезоне после повышения в классе. Нападающий «Сандерленда» Кевин Филлипс стал лучшим бомбардиром чемпионата Англии, забив 30 голов, и выиграл европейскую «Золотую бутсу». До сих пор Кевин Филлипс является единственным англичанином, получившим этот приз. Во время сезона 1999/2000 Рид также успел недолго поработать с молодёжной сборной Англии.
По ходу сезона 2000/01 «Сандерленд» занимал второе место в Премьер-лиге и мог обеспечить себе участие в Лиге Чемпионов, но из-за смазанной концовки сезона вновь занял 7-е место.
В сезоне 2001/02 «Сандерленд» выступил крайне плохо, в конечном итоге оказавшись на одну строчку от зоны вылета из Премьер-Лиги. Пытаясь наладить игру команды и прекратить неудачную полосу, Рид поставил новый трансферный рекорд клуба: был куплен нападающий «Рейнджерс» Туре Андре Фло за 6,75 миллионов фунтов. Но и это не помогло исправить ситуацию, и в октябре 2002 года Рид покинул «Сандерленд».

### Лидс Юнайтед
Рид оставался без работы до марта 2003 года, когда его временно назначили тренером «Лидс Юнайтед» после увольнения Терри Венейблса. Клуб был в тяжёлом положении: после расходов в 100 миллионов фунтов стерлингов в течение пяти сезонов на новых игроков, которые так и не помогли выиграть трофей, у клуба с Элланд Роуд образовались долги в 80 миллионов. После побед 6:1 над «Чарльтон Атлетик» и 3:2 над «Арсеналом» в клубе поверили, что именно Рид — тот человек, что способен помочь клубу, и предложили ему постоянную работу.
Финансовое состояние «Лидс Юнайтед» всё ещё оставляло желать лучшего, и Рид был вынужден продать Харри Кьюэлла и подумать о более дешёвых приобретениях за рубежом. Но его задумка не дала нужных результатов, и в ноябре 2003 года Рид был уволен после поражения 1:6 от «Портсмута». Но многие игроки, которых Рид привёл в клуб, остались в составе и после вылета из Премьер-лиги, а Кевин Блэкуэлл (которого Рид привёл в клуб в качестве своего помощника) в 2004 году стал главным тренером команды.

### Ковентри Сити
В мае 2004 года Рид был назначен главным тренером «Ковентри Сити». Перед ним стояла задача вывести клуб в Премьер-Лигу. Но всего через восемь месяцев (6 января 2005 года) он покинул клуб, находившийся на тот момент на 20-м месте Чемпионата футбольной лиги.

### Сборная Таиланда
Находясь почти четыре года без тренерской практики, в сентябре 2008 года Рид занял пост главного тренера сборной Таиланда. С ним был подписан четырёхлетний контракт, была поставлена задача добиться права участия в Чемпионате Мира 2014 года. Рид признался, что мало знает о тайском футболе, а игроком в сборной он называет не по именам, а по номерам на футболках. Он сказал: «Я был удивлен способностям игроков, и здесь я узнаю то, чего я бы никогда не узнал в Премьер-лиге. Это здорово для моего футбольного образования. Это чистый футбол, и я люблю его».
Первым испытанием для Рида было участие сборной в Кубке Федерации Футбола Вьетнама, где его команде предстояло сыграть со сборными Вьетнама и Северной Кореи. В первой игре турнира его подопечные обыграли сборную Северной Кореи, а во втором матче сыграли вничью со сборной Вьетнама, что позволило им победить в этом турнире. 9 сентября 2009 года Футбольная ассоциация Таиланда объявила об уходе Питера Рида с поста главного тренера сборной. Его контракт был расторгнут по обоюдному согласию сторон.

### Сток Сити
После ухода из Сборной Таиланда Питер Рид занял пост помощника тренера в «Сток Сити».

### Плимут Аргайл
24 июня 2010 года «Плимут Аргайл» подтвердил назначение Рида на пост главного тренера. 18 сентября 2011 года было объявлено, что он покинул клуб.

### Калькутта Камелианс
Перед началом сезона 2012 Бенгальской Премьер-лиги Питер Рид был назначен менеджером индийской команды «Калькутта Камелианс».
Однако позже турнир Бенгальской Премьер-Лиги был отложен, а после и вовсе отменён. В 2014 году Рид возглавил команду «Мумбаи Сити» в новом турнире — Индийской Суперлиге.

## Достижения

#### Как игрок
Болтон Уондерерс
- Победитель Второго дивизиона футбольной лиги: 1977/78

Эвертон
- Обладатель Кубка Англии: 1984
- Победитель Первого дивизиона Футбольной лиги: 1984/85, 1986/87
- Обладатель Суперкубка Англии: 1984, 1985, 1986, 1987
- Обладатель Кубка обладателей кубков УЕФА: 1985

Личные награды
- Игрок года по версии футболистов ПФА: 1984/85
- Участник величайшего состава «Эвертона»: 2003
- Гигант «Эвертона»: 2006

#### Как тренер
Сандерленд
- Победитель Первого дивизиона Футбольной лиги: 1995/96, 1998/99

Сборная Таиланда
- Обладатель Кубка Федерации Футбола Вьетнама: 2008

Личные награды
- Тренер года в Англии по версии LMA: 1996
- Тренер месяца в Англии по версии LMA: декабрь 2000 г.
- Тренер месяца английской Премьер-лиги: октябрь 1999 г., декабрь 2000 г.
- Тренер месяца Первой футбольной лиги: декабрь 1997 г., март 1999 г.

## Статистика

### Статистика тренерской карьеры
| Команда                | Начало работы   | Окончание работы | Результата | Результата | Результата | Результата | Результата |
| Команда                | Начало работы   | Окончание работы | Матчи      | Победы     | Ничьи      | Поражения  | % побед    |
| ---------------------- | --------------- | ---------------- | ---------- | ---------- | ---------- | ---------- | ---------- |
| Манчестер Сити         | 15 ноября 1990  | 26 августа 1993  | 131        | 56         | 31         | 44         | 042,75     |
| Сандерленд             | 29 марта 1995   | 7 октября 2002   | 353        | 159        | 95         | 99         | 045,04     |
| Сборная Англии (до 21) | июнь 1999       | июнь 1999        | 1          | 1          | 0          | 0          | 100,00     |
| Лидс Юнайтед           | 21 марта 2003   | 10 ноября 2003   | 22         | 6          | 4          | 12         | 027,27     |
| Ковентри Сити          | 5 июня 2004     | 6 января 2005    | 31         | 10         | 8          | 13         | 032,26     |
| Сборная Таиланда       | 2 сентября 2008 | 9 сентября 2009  | 17         | 9          | 4          | 4          | 052,94     |
| Плимут Аргайл          | 24 июня 2010    | 18 сентября 2011 | 61         | 16         | 9          | 36         | 026,23     |
| Всего                  | Всего           | Всего            | 616        | 257        | 151        | 208        | 40,9       |